# 하마다 하루키
하마다 하루키(浜田治貴, 1961년 8월 15일 ~ )는 일본의 배우이다. 본명은 하마다 오사무(浜田 治希)이다.

## 생애
왼손잡이였던 학창 시절에는 야구부에서 활약했다. 대학 졸업 후에 문학 자리 연극 연구소를 거쳐서 코마츠 자리에 입단했다. 연극 활동을 거쳐서 1985년 《전격전대 체인지맨》의 주역으로 본격적으로 데뷔했다. 그 후에도 드라마 등에 출연하고 활동을 나레이션으로 시프트 한다.
취미는 영화, 음악 감상. 특기는 야구이다.

## 출연작

### 드라마
- 드라마 인간상/신·사건 단애의 전망 제5화 (1984년, NHK)
- 슈퍼 전대 시리즈 (TV 아사히)
  - 전격전대 체인지맨 (1985년 ~ 1986년) - 츠루기 히류/체인지 드래곤 역
  - 조인전대 제트맨 (1991년 ~ 1992년) - 야나기 역
  - 염신전대 고온저 (2008년 ~ 2009년) - 고온 옐로의 아버지 역